# 坂田重次郎
坂田 重次郎（さかた じゅうじろう、1869年12月24日（明治2年11月22日）- 1919年（大正8年）11月26日）は、日本の外交官。外務省通商局長や、在スペイン特命全権公使を務めた。

## 人物
出雲国仁多郡（現島根県）出身。1894年に高等商業学校（後の東京高等商業学校、一橋大学）本科卒業後、1896年第3回高等文官試験（外交科）に合格し、外務省入省。
高等商業学校在学中、1893年に学校から旅費を支給され、同校学生の福田徳三（のちに経済学者）とともに栃木県、群馬県、長野県、新潟県、富山県、石川県、福井県に視察に行った。のちに福田徳三が失職し、生計に困っていた際には、外務省の翻訳の仕事を斡旋した。
外交官補だった1898年にフィラデルフィアなどで秋山真之（のちに海軍中将）と交友をもった。
1904年から始まった日露戦争では、外務省政務局で、山座円次郎局長を補佐し、対露開戦外交や、日露ポーツマス講和会議にたずさわる。1905年には在イギリス日本大使館の第二秘書官を務める。
1911年外務省通商局長。1917年から在スペイン国特命全権公使となるが、1919年11月26日スペインのマドリードで死去。墓所は青山霊園。

## 栄典
- 1916年（大正5年）10月30日 - 従四位[8]